# Mauzoleum sułtana Murada I
Mauzoleum sułtana Murada I (tur. Sultan I. Murad Türbesi) – grobowiec sułtana osmańskiego Murada I zbudowany w domniemanej lokalizacji namiotu sułtana w którym zmarł po bitwie na Kosowym Polu w 1389 roku.

## Historia
Obecne mauzoleum zostało zbudowane w 1850 roku przez osmańskiego generała Hurshid Pasha. Po II wojnie światowej został przekształcony w szkołę Związku Komunistów Jugosławii. Na początku XXI wieku staraniami rządu tureckiego zostało wyremontowane. 